# Cubrimiento de la cabeza para mujeres judías

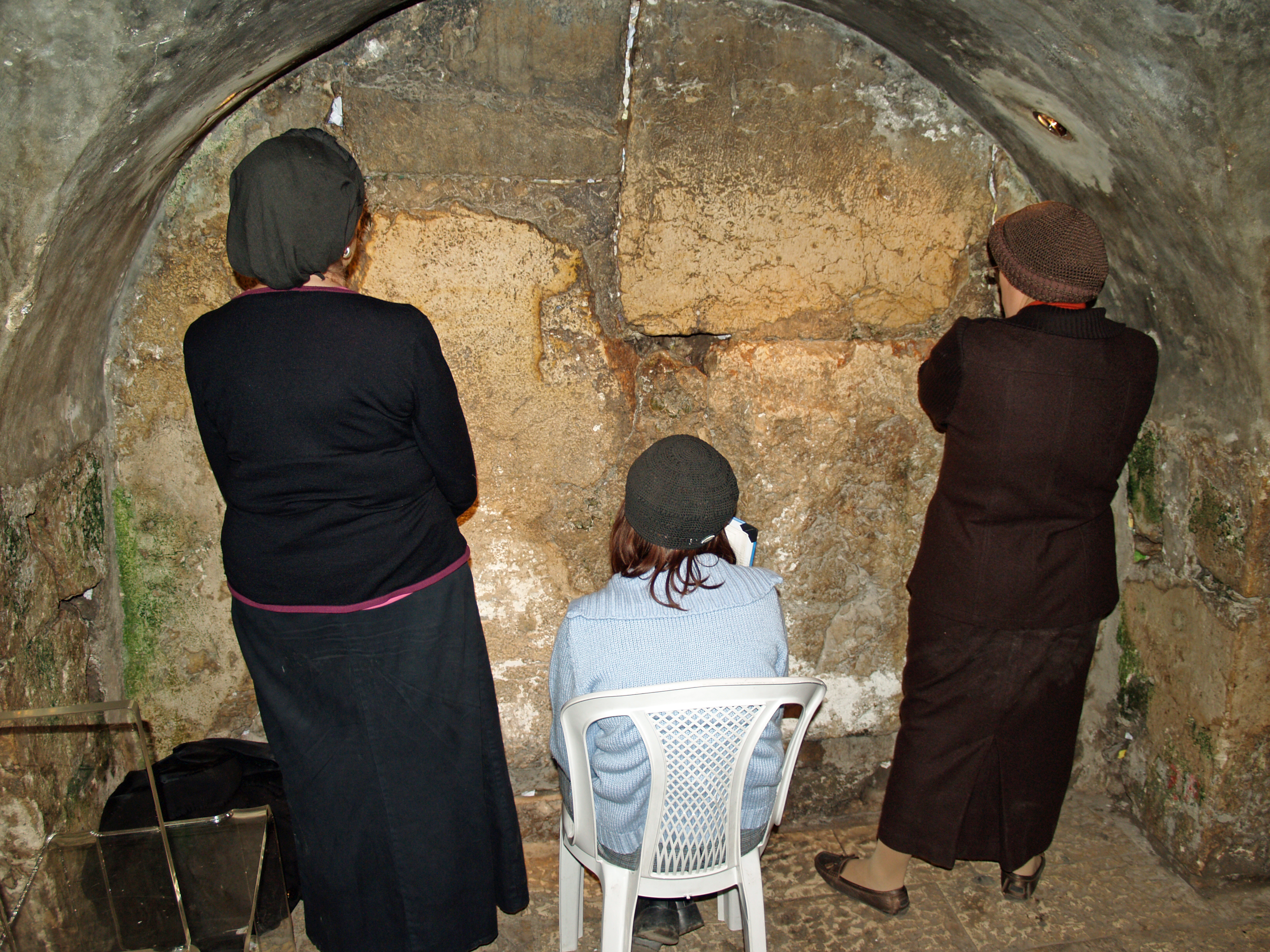
Tres estilos de cobertura de cabello comunes entre judías ortodoxas casadas

De acuerdo con la halajá (ley judía), las mujeres judías casadas deben cubrirse el cabello cuando estén en presencia de hombres diferentes a su marido o familiares cercanos. Cubrirse la cabeza es una práctica común hoy en día entre las judías ortodoxas.
Se utilizan diferentes maneras de cubrir el cabello, entre ellas el mitpaḥat o tichel (pañuelo o pañoleta), el shpitzel, redecillas o capillas, sombreros, boinas y sheitels (pelucas). Los tocados más comunes en la comunidad jaredí (ultraortodoxa) son pañuelos en forma de tichel y redecillas, si bien algunas mujeres usan sombreros, boinas o sheitels. El tichel y las redecillas siguen siendo el estándar rabínico histórico y universalmente aceptado para judías observantes. Las pañoletas se pueden atar de varias maneras, dependiendo de cuán informal esté vestida quien las usa.
Cubrirse el cabello es parte de los estándares de vestuario relacionados con la modestia, que son llamados tzniut.

## Leyes
De acuerdo con la ley judía (halajá), las mujeres deben cubrirse el cabello tras el matrimonio.  Tal requisito aplica en presencia de cualquier hombre diferente a un esposo, hijo, padre, nieto, abuelo o hermano de la mujer, si bien existe una opinión minoritaria que permite llevar el cabello al descubierto incluso en presencia de hombres no emparentados siempre y cuando se esté dentro de la casa.
La obligación de cubrirse el cabello aplica en áreas públicas.Dentro de una casa privada, algunas fuentes recomiendan cubrirse el cabello (incluso en ausencia de hombres no emparentados), pero el consenso es que es permitido descubrirse el cabello cuando no haya hombres no emparentados presentes.
El consenso es que las mujeres deben cubrirse todo el cabello, o al menos o la mayor parte de este. Aunque de acuerdo con algunas fuentes cada cabello debe estar cubierto, muchas otras permiten que una pequeña cantidad de cabello emerja del tocado, aunque cada fuente define tal cantidad de manera diferente. 
Se han sugerido varias razones para explicar por qué las mujeres deben cubrirse la cabeza, entre ellas:
- Históricamente, cubrirse la cabeza era considerado una forma de dignidad para las mujeres, y que le quitaran el tocado era fuente de humillación.[8]
- Se espera que las mujeres casadas se comporten con un mayor nivel de modestia sexual que las solteras, a raíz del compromiso que han asumido con sus maridos, y cubrir sus cabellos potencialmente atractivos es un aspecto de esto.[8]
- Cubrirse la cabeza es un signo del estado matriomonial de una mujer, lo que (entre otras cosas) podría indicar a otros hombres que no está disponible para ellos.[8]
- Cubrirse la cabeza indica asombro al estar de pie ante Dios, similar a la kipá para los hombres.[8]
- Hoy en día, cubrirse la cabeza también sirve como señal de identificación con la comunidad religiosa judía.[8]

### Fuentes

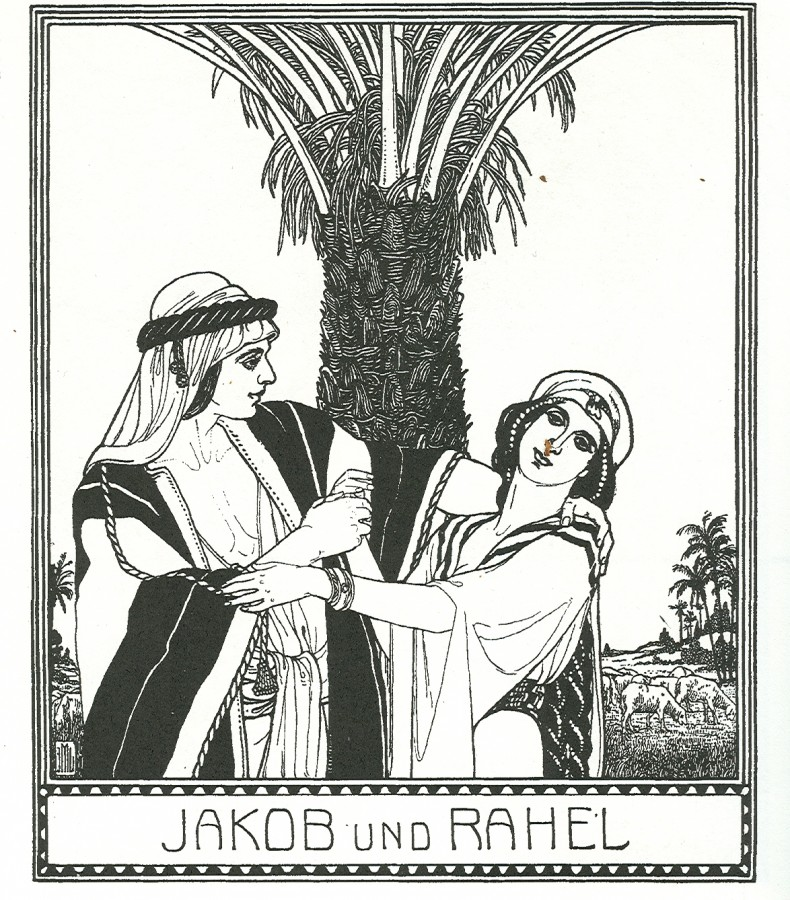
Raquel (derecha) con la cabeza cubierta por un pañuelo

### Mujeres solteras
No se menciona en los códigos medievales ninguna exención para solteras. De acuerdo con la Mishná, si una mujer iba a su boda con el cabello descubierto, esto servía como prueba de que era virgen (es decir, que nunca antes se había casado) para ese momento. Esto parece indicar que mujeres que nunca se habían casado no se cubrían el cabello, mientras que divorciadas y viudas sí continuaban cubriéndose. Esta es también la posición adoptada por el Talmud de Jerusalén y es la norma generalmente aceptada actualmente. No obstante, el rabino Moshe Feinstein afirmó que era permitido a las divorciadas y viudas descubrirse el cabello en casos de extrema necesidad, por ejemplo, cuando cubrirse la cabeza podría interferir con un noviazgo o con la obtención de un trabajo. Las sentencias exactas en tales casos varían según la comunidad y la situación individual.
En Yemen, las jóvenes solteras se cubrían el cabello como lo hacían sus pares musulmanas, pero tras la emigración de judíos yemenitas a Israel y otros lugares, tal costumbre ha sido abandonada. El rebe Aharon Roth elogió esta costumbre.El rabino Magen Avraham por su parte dictaminó que si bien las solteras no necesitan cubrirse el cabello, sí deben trenzarlo para que no se vea despeinado. Esta regla se practica actualmente en algunas comunidades jasídicas.
Cuando una mujer se casa, hay diferentes opiniones respecto a cuándo exactamente debe empezar a cubrirse la cabeza: si después del compromiso (poco común actualmente), después de la ceremonia de la jupá, después del yijud o si sólo después de que la pareja haya pasado una noche junta. Incluso según las opiniones más estrictas, el velo nupcial (que cubre parcialmente el cabello) puede ser considerado suficiente para el resto de la ceremonia.

### Judaísmo no ortodoxo
El judaísmo conservador y reformista generalmente no exigen a las mujeres cubrirse la cabeza. Algunas sinagogas conservadoras más tradicionales pueden pedir a las mujeres casadas cubrirse durante los servicios. No obstante, algunas sinagogas conservadoras más liberales sugieren que las mujeres, casadas o no, usen tocados similares a los usados por los hombres (la kipá /yarmulke), y algunas de hecho lo exigen (a veces sólo para mujeres que reciben honores o las que dirigen servicios desde la bimah), no por modestia, sino como un gesto feminista de igualitarismo .
En el siglo XXI, algunas judías no ortodoxas, principalmente en América del Norte, empezaron a cubrirse la cabeza o el cabello con pañuelos, kippot o cintas para la cabeza. Se han dado varias razones para esto, entre ellas como acto de devoción espiritual, como expresión de identidad étnica, como acto de resistencia a una cultura que normaliza la exposición corporal, o como una recuperación  reclamo feminista de la vestimenta modesta, una práctica que a veces es considerada no feminista o antifeminista.

## Mitpaḥat

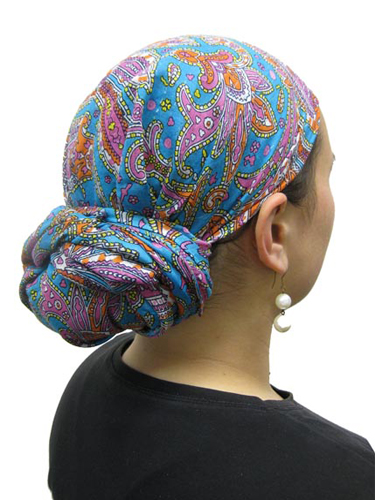
Tijel anudado

Mitpaḥat (en hebreo: מִטְפַּחַת‎, romanizado: miṭpaḥat), también llamado tijel (en yidis: טיכל‎, romanizado: tikhl) es el velo que se lleva para cubrir el cabello. Los mitpaḥot pueden ser desde un pañuelo simple de cualquier material que se lleva sobre el pelo hasta elaborados velos que utilizan múltiples tejidos y técnicas de anudado.
De acuerdo con el rabino Abraham Ibn Ezra, ya en tiempos bíblicos, las israelitas llevaban una especie de velo de tela para la cabeza similar a la que usaban las mujeres musulmanas en su época (siglo XII).

### Etimología
La palabra mitpaḥat es una palabra hebrea que significa literalmente cubierta o manto, aunque también se emplea para referirse a muchas otras cosas, como toallas, delantales, vendajes o chales. Su significado actual proviene del hebreo posbíblico y muy probablemente se deriva de la palabra tipah (en hebreo: טִפַּח‎), que significa extendido.
La palabra yidis tijel es el diminutivo de tuj («tela»; compárese con el alemán tuch, «tela», y el correspondiente diminutivo bávaro tiachal, tücherl, pequeño trozo de tela).

## Shpitzel

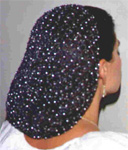
Mujer judía que lleva un sheitel con un shpitzel o redecilla encima.

Un shpitzel (en yidis: שפּיצל‎) es un velo que usan algunas jasidistas casadas. Se trata de una peluca parcial que solo tiene cabello en la parte delantera, mientras que el resto suele estar cubierto por un pequeño pastillero o un velo. El postizo puede en realidad estar hecho de seda o encaje, o bien de fibras sintéticas, para evitar que se parezca demasiado al cabello real.  El shpitzel era popular entre jasidistas húngaras en el siglo XIX y lo usan algunas mujeres contemporáneas que siguen las costumbres de esa comunidad.

### Etimología
La palabra yidis «Shpitzel» está relacionada con el diminutivo gramatical de la palabra en alto alemán «Spitze», que puede significar «punto» o «encaje». En el contexto de este artículo esta última traducción es más probablemente la correcta .
El término shpitzel puede usarse también para referirse a los extremos de una hogaza de pan en algunos dialectos. En este caso la traducción mencionada previamente de Spitze como punto (final/culment) es también aplicable, con su diminutivo gramatical en alto alemán «Spitzchen».

## Sheitel

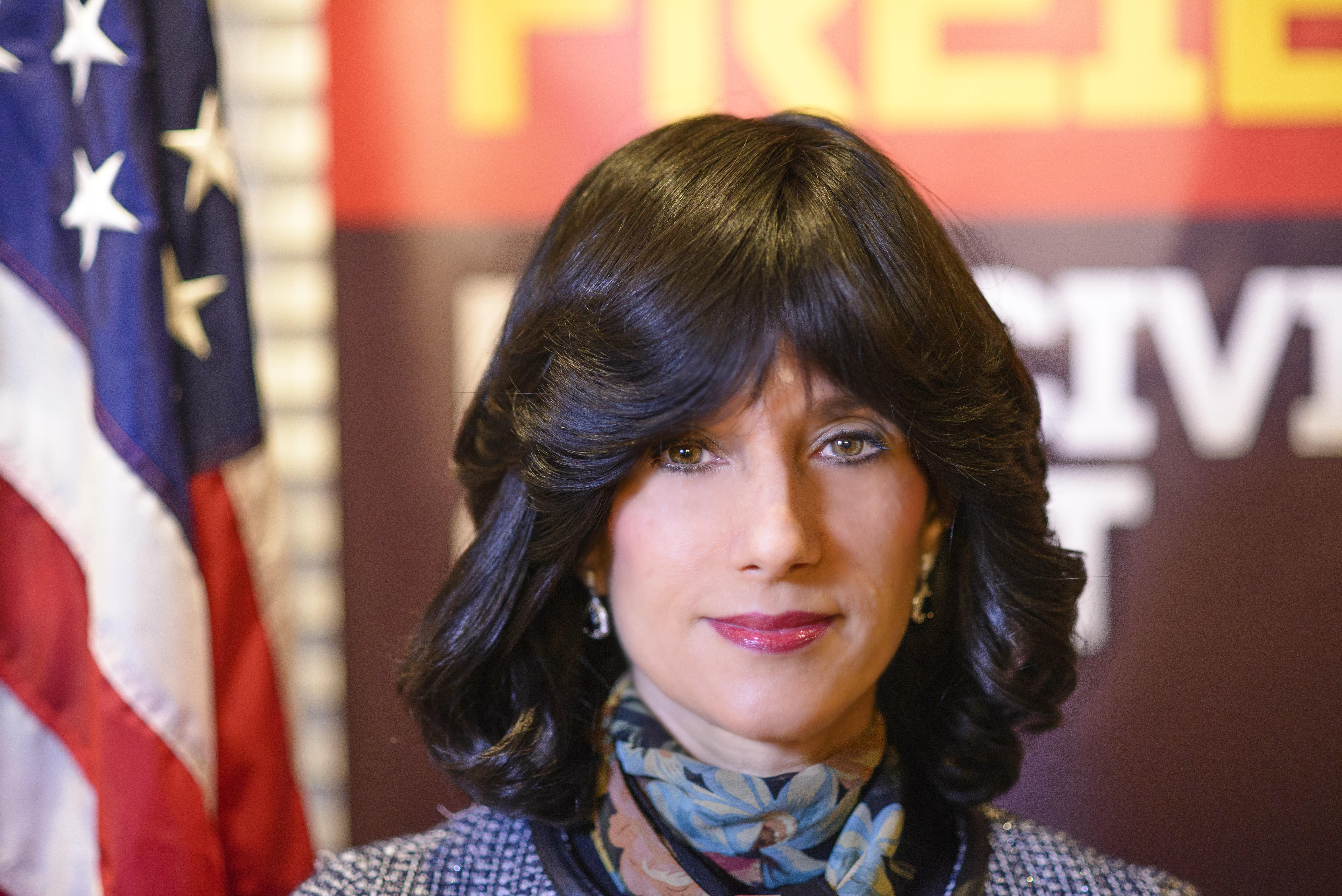
La jueza Rachel Freier, una mujer jasidista casada, usando un sheitel.

Sheitel (en yidis: שייטל‎, sheytl singular neutro; שייטלעך, sheytlekh plural neutro o שייטלען, sheytlen plural neutro) es una peluca o media peluca. El término relacionado en hebreo es el de  pei'ah (פאה) o pei'ah nojrit (פאה נוכרית). El sheitel empezó a usarse como tocado por judías en el siglo XVIII, aunque rabinos tradicionales se han opuesto a su uso.
Los sheitels tradicionales van sujetos con gorros elásticos y están diseñados a menudo con flequillos pesados para ocultar el nacimiento del cabello de quienes los usan. Pelucas con base en encaje más modernas con líneas de nacimiento de cabello realistas o con cabello real están ganando en popularidad.
Algunas ortodoxas modernas se cubren el cabello con pelucas. Un estilo de media peluca conocido como «caída» (en inglés, fall) se ha vuelto cada vez más común en algunos segmentos de las comunidades ortodoxa moderna y jaredí. Se usa junto con un sombrero o una diadema o banda.

### Aceptabilidad
La práctica de cubrirse el cabello con pelucas es motivo de debate entre autoridades halájicas. Muchas autoridades, entre ellos el rabino Moshé Feinstein, lo consideraban permisible, y el rebe de Lubavitch lo animaba activamente, mientras que muchas otras autoridades, en particular rabinos sefardíes, lo prohíben. Algunos grupos jasídicos invitan al uso de sheitels, mientras que otros los evitan. En muchos grupos jasídicos se evitan los sheitels, en tanto pueden dar la impresión de que se lleva la cabeza descubierta. En otros grupos jasídicos, las mujeres usan algún tipo de tocado o velo sobre el sheitel para evitar dar tal idea errónea, por ejemplo bufandas o sombreros. Mujeres sefardíes casadas y del Partido Nacional Religioso no usan pelucas, pues sus rabinos creen que las pelucas no son lo suficientemente modestas y que otras formas de cubrirse la cabeza, como pañuelos (tijel), redecillas, boinas o sombreros, son más adecuados. En marcado contraste, el rebe de Jabad, Menachem Mendel Schneerson, alentaba a todas las judías casadas a usar sheitels, si bien escribe en el Torat Menachem que, de hecho, «si puede cubrirse el cabello con una bufanda, definitivamente sería bueno que lo hiciera, pero en realidad sabemos que esto no sucede». 
En 2004, surgió una controversia respecto al uso de sheitels de cabello natural adquiridos en la India cuando el rabino Elyashiv anunció que se prohibía el uso de cabello venido de la India en pelucas judías. Se descubrió que el cabello que es utilizado para hacer estas pelucas era extraído de un templo hindú a donde viajan peregrinos a someterse al ritual de la tonsura (afeitado de la cabeza). De acuerdo con la ley judía, no se puede ganar beneficio de nada que haya sido usado en prácticas consideradas como idólatras. En la actualidad, muchas pelucas usadas por judías vienen con un hechsher (certificación de kosher), lo que indica que no están hechas con cabello procedente de rituales considerados idólatras. La certificación de kosher también implica que los sheitels son reconocibles como pelucas, que en extensión no caen más allá de la vértebra superior de la médula espinal, y que tienen un aspecto modesto y limpio.

## Galería

Tipos de tocados de mujeres judías
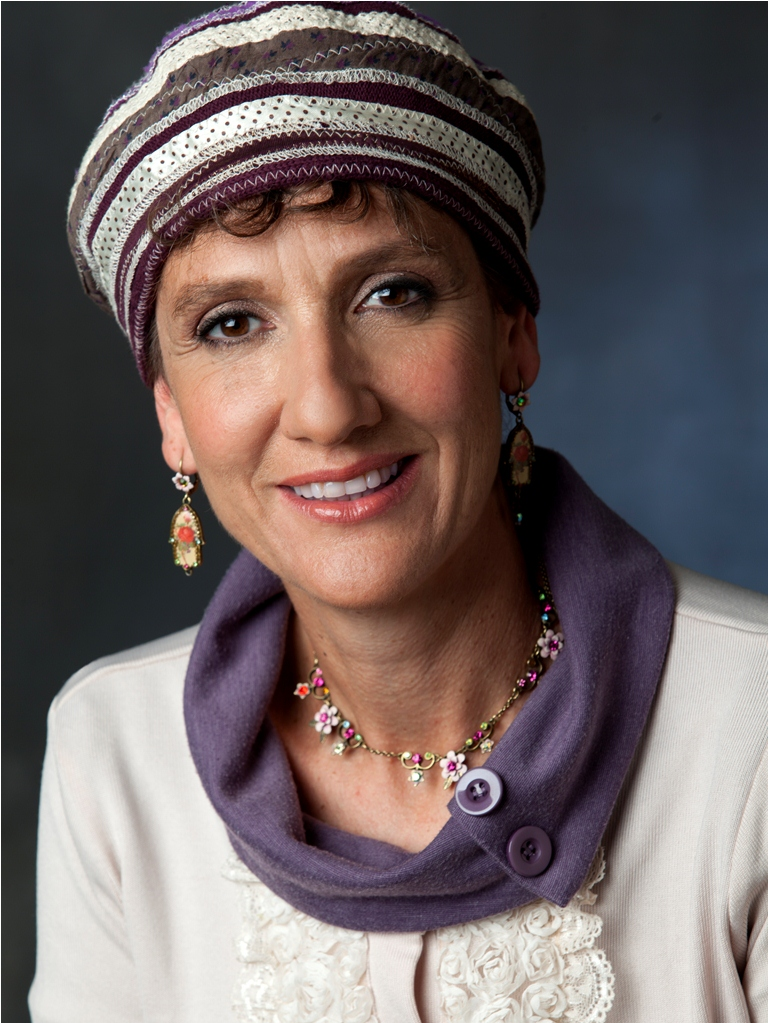
Shuli Mualem, un político israelí, con gorra.
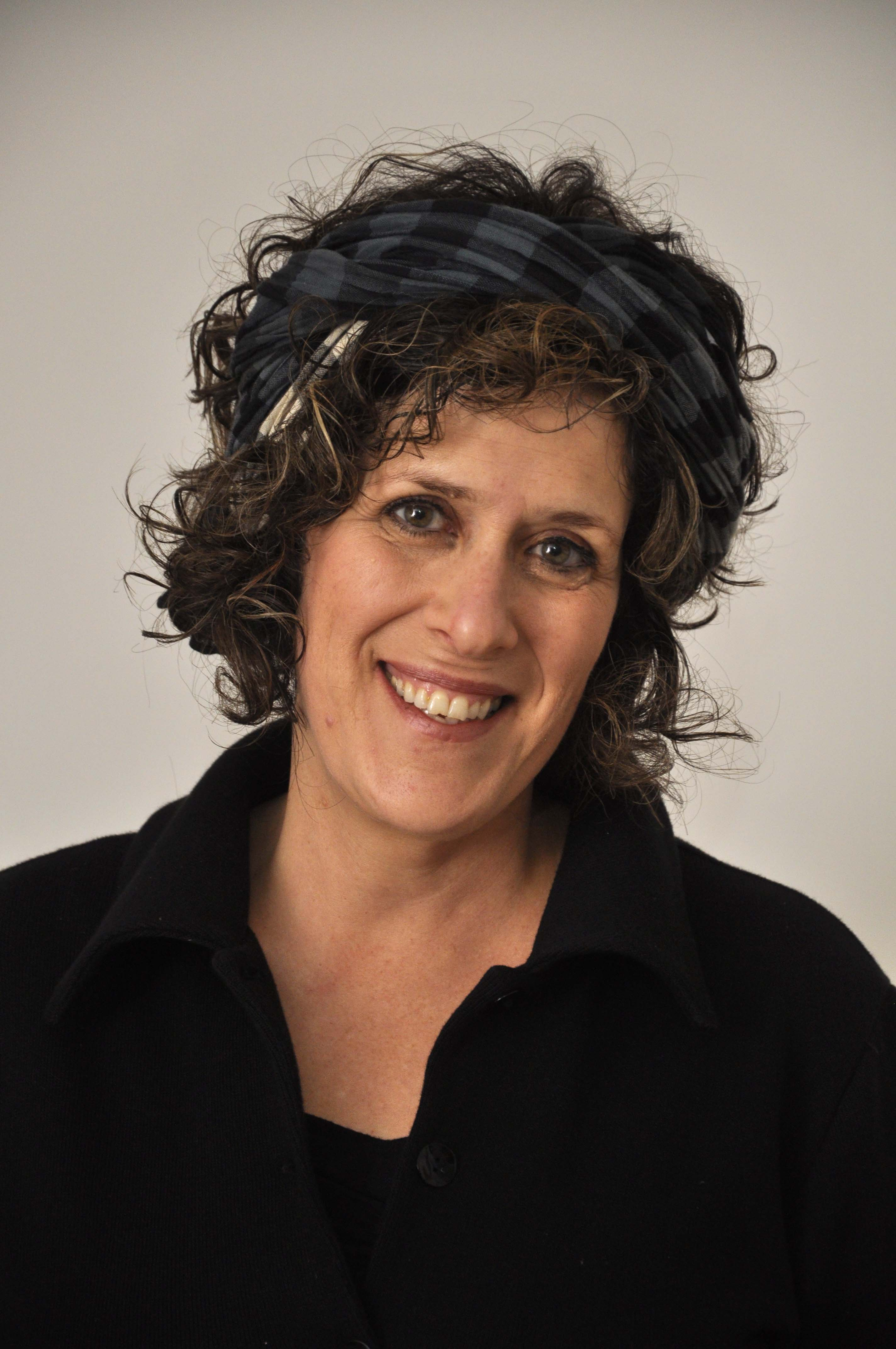
La política Batya Kahana Dror con un pañuelo en la cabeza que no cubre todo su cabello
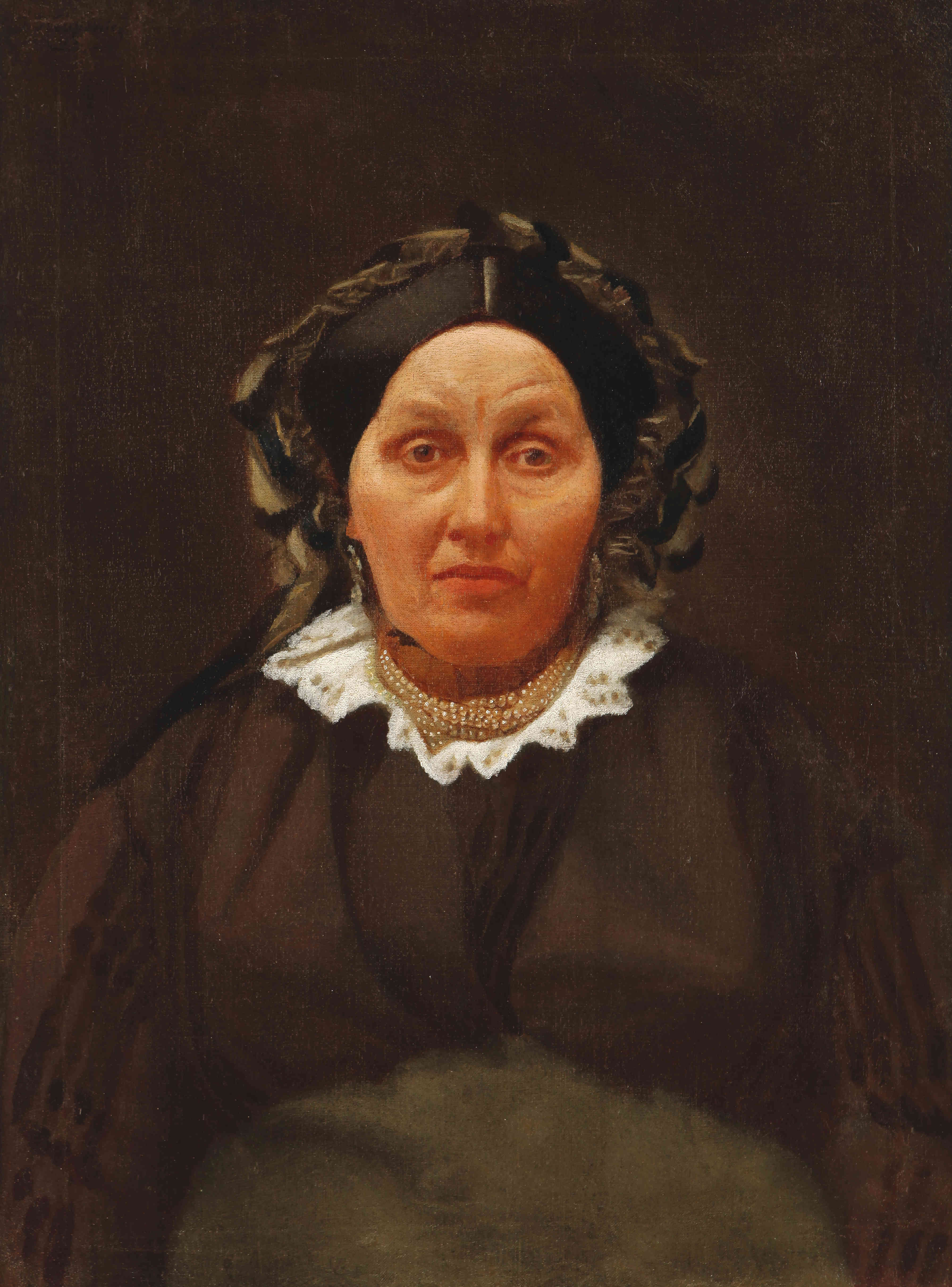
Una mujer judía bielorrusa del siglo XIX que llevaba una peluca debajo de un gorro o papalina de seda.
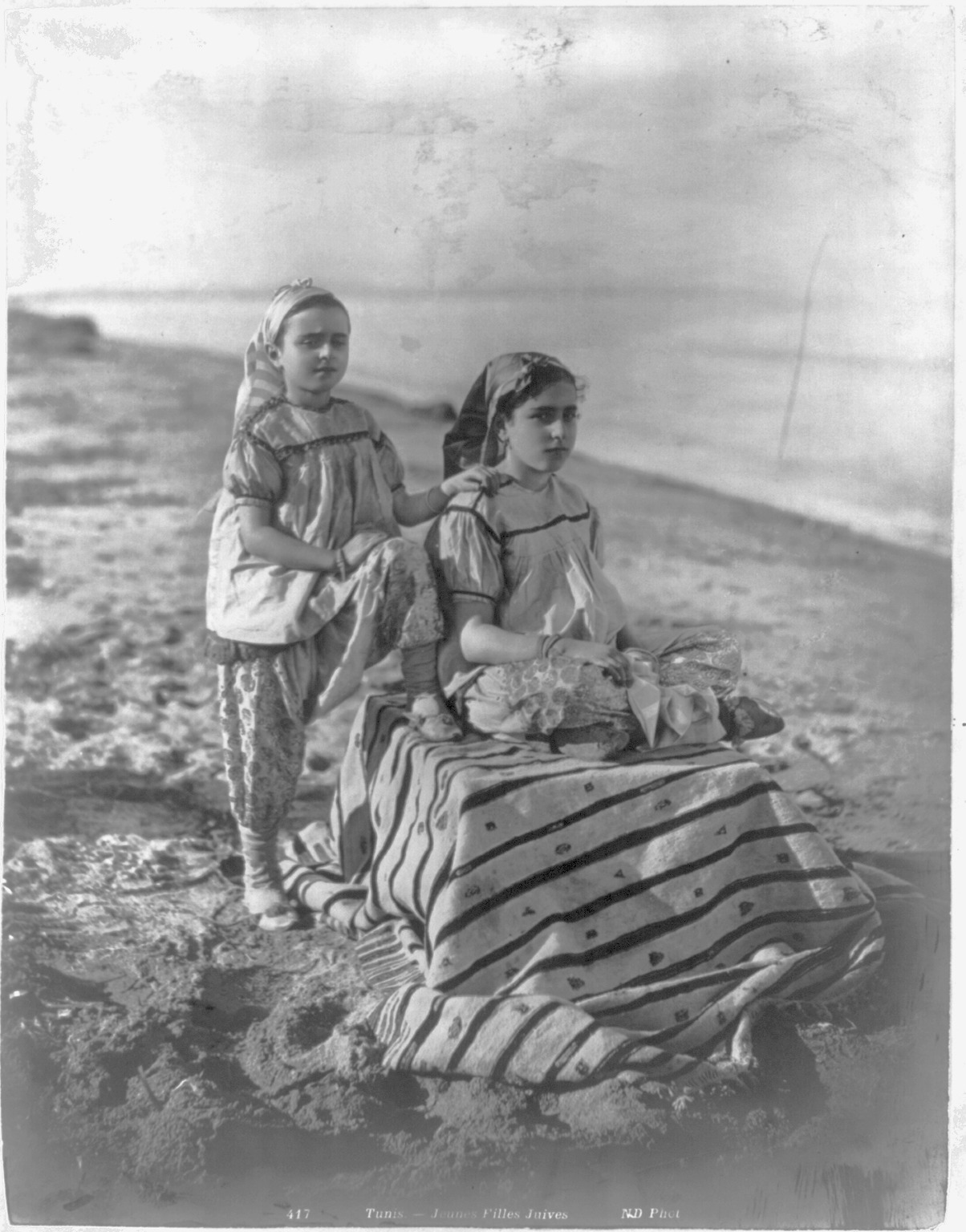
Niñas judías tunecinas del siglo XIX con velo
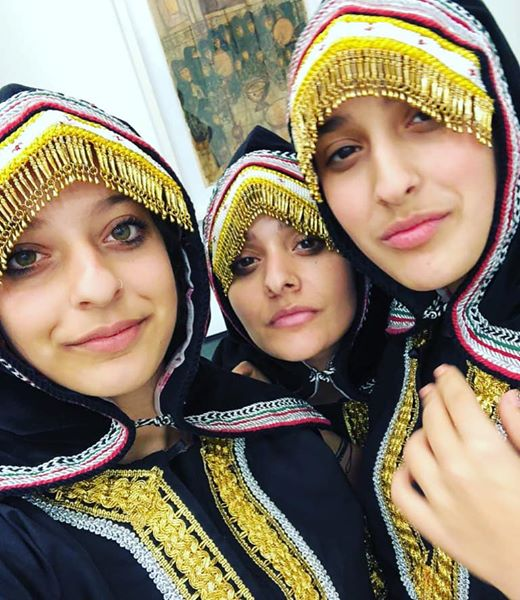
Jóvenes judías yemenitas con gorros gargush
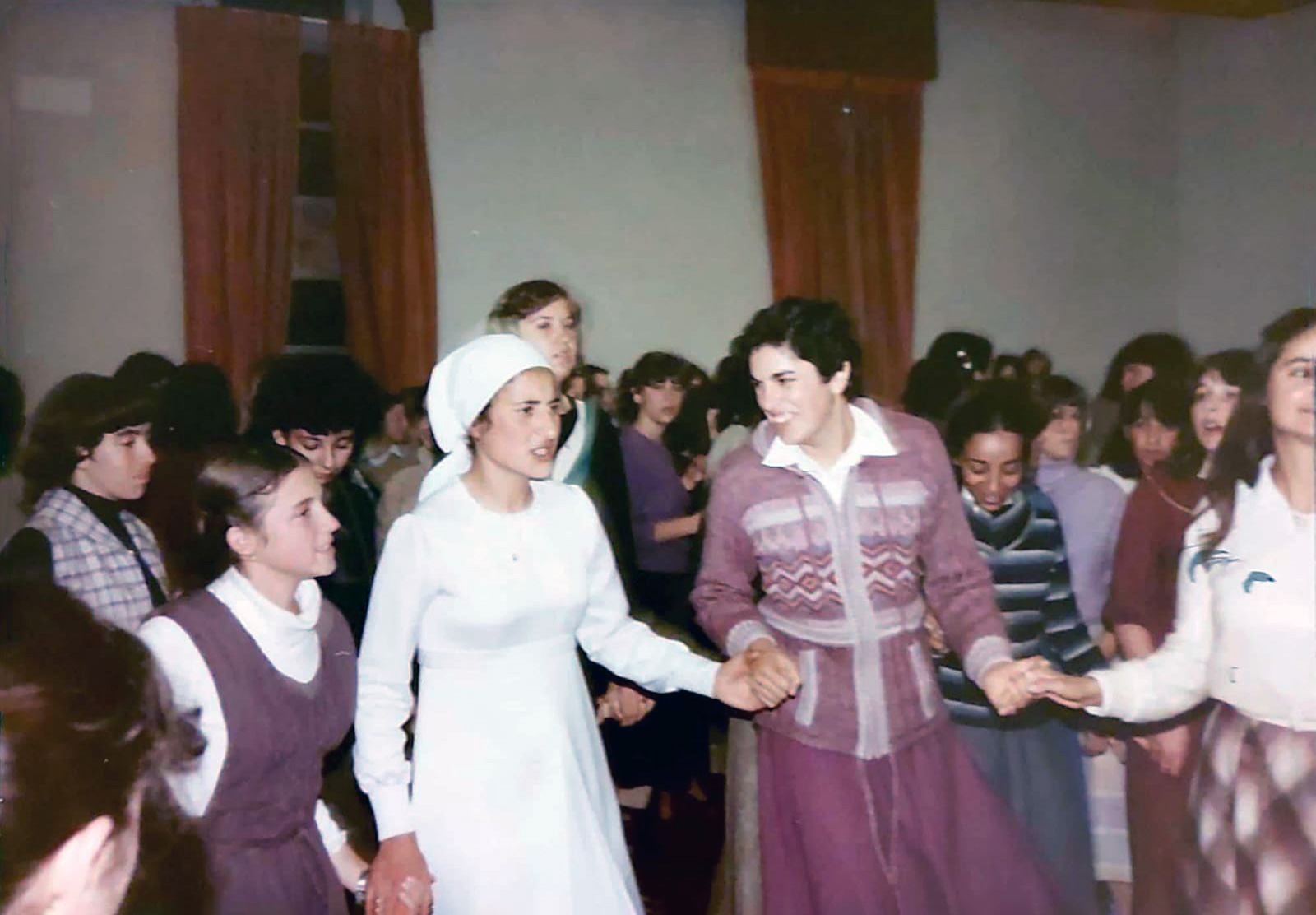
Una mujer judía recién casada con un velo blanco en su boda a finales del siglo XX.
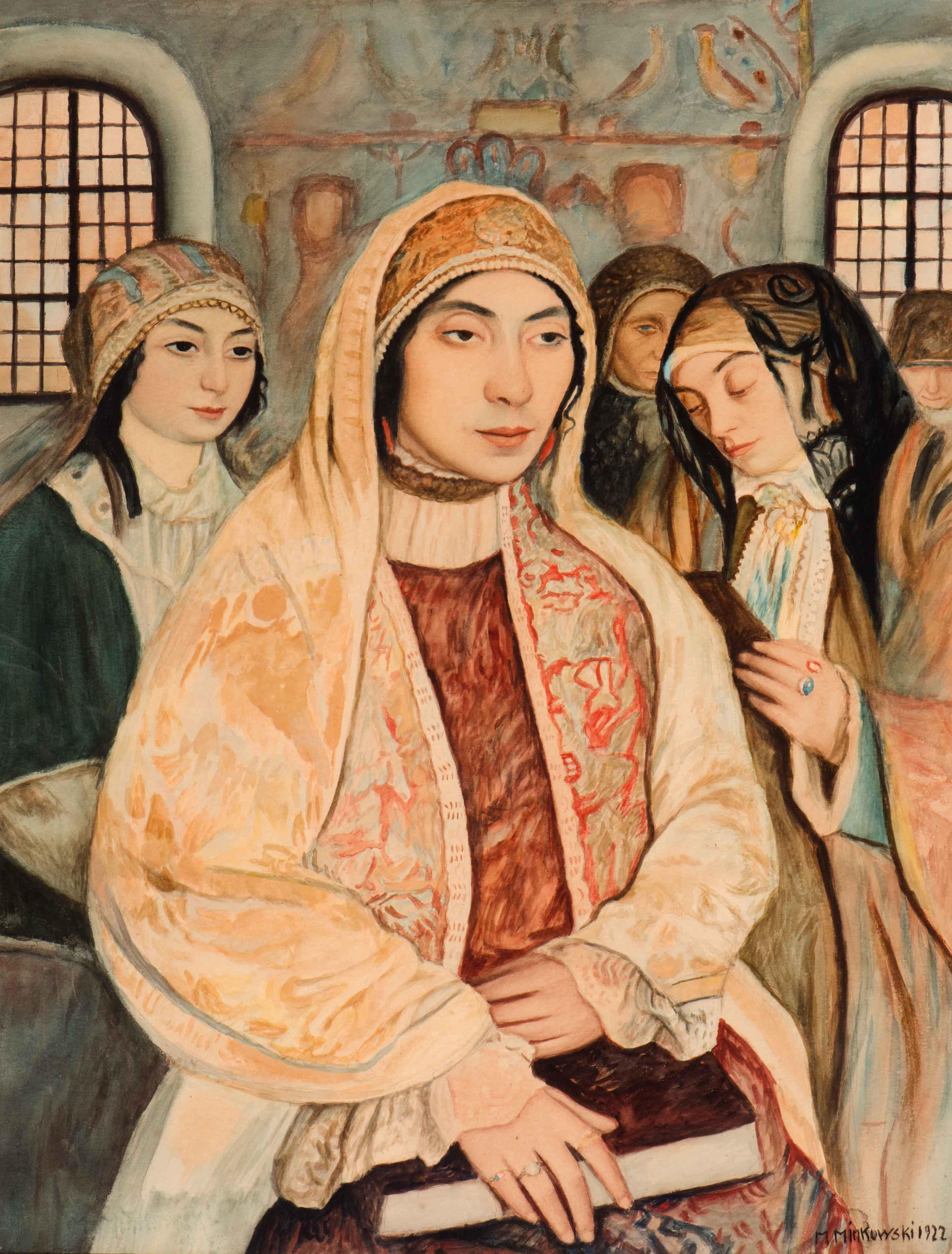
Una pintura de mujeres judías polacas de finales del siglo XIX o comienzos del XX en la sinagoga, con gorras decoradas y chales por encima.
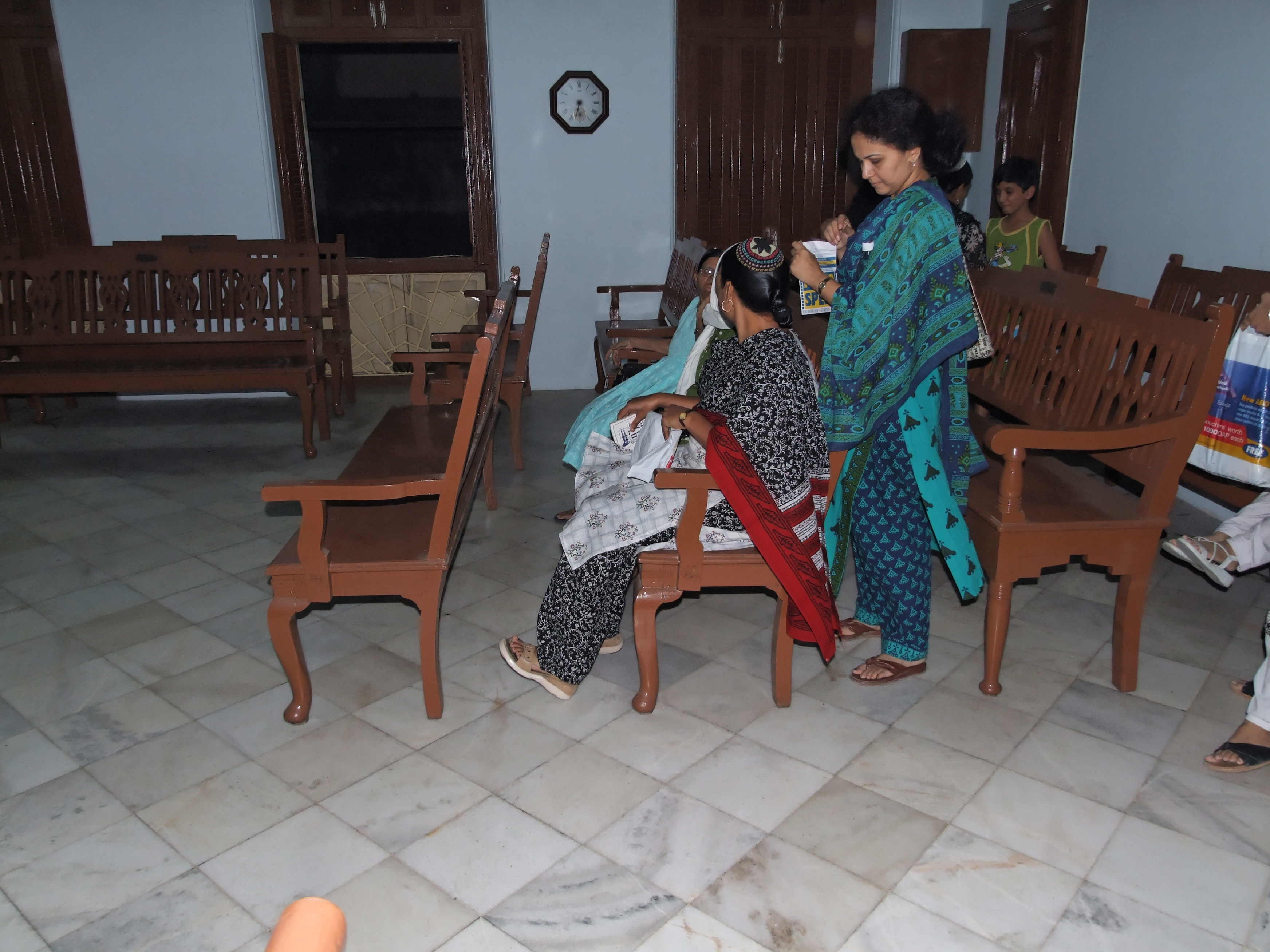
Mujeres judías indias. Una, sentada, lleva una kipá.
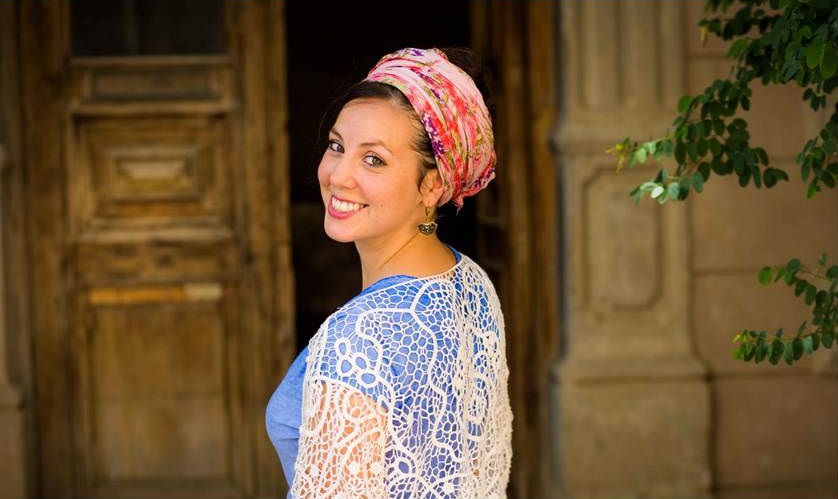
Una mujer que lleva un pañuelo en la cabeza que deja al descubierto un «tefaj» (cantidad máxima aceptable) de cabello.
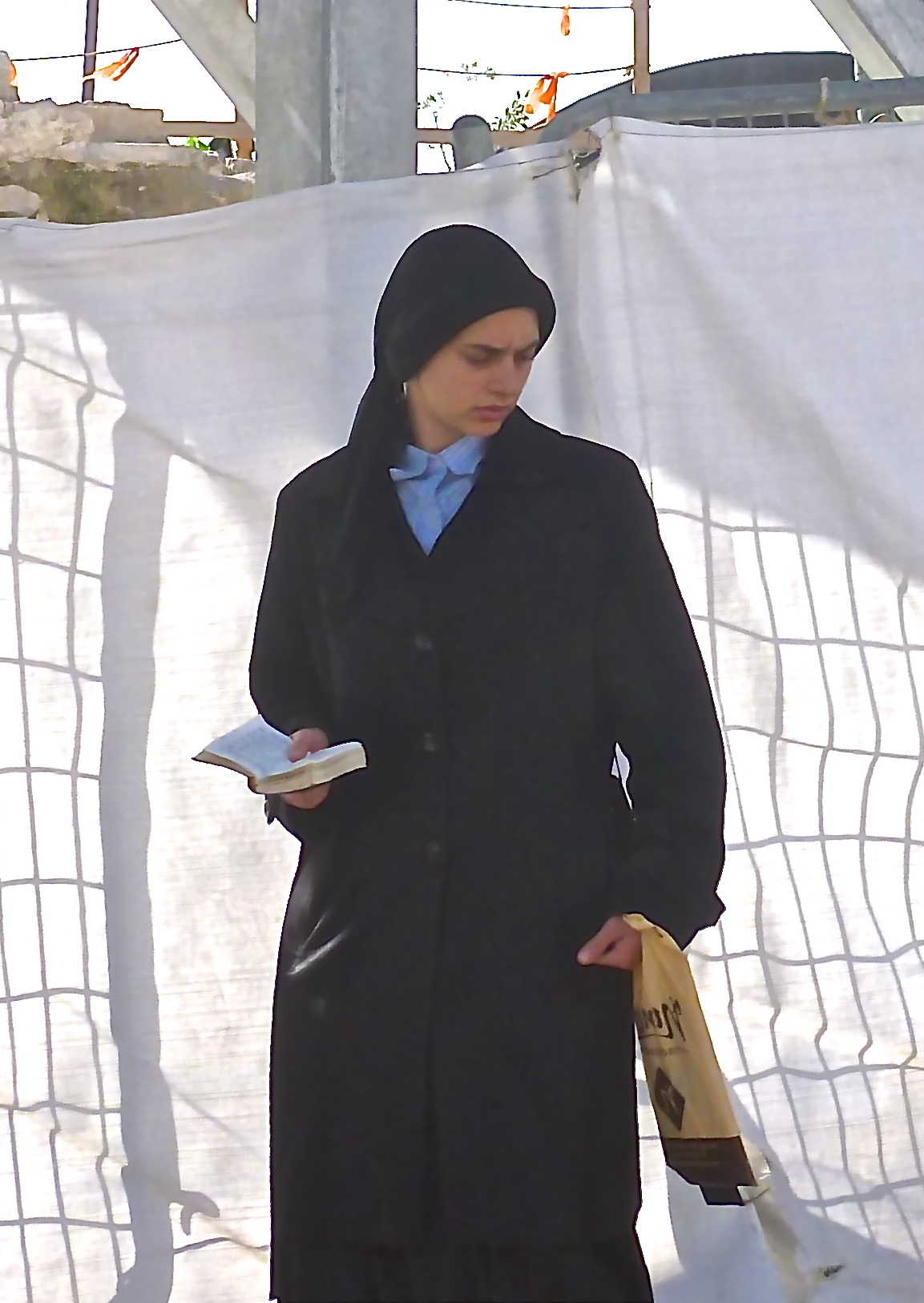
Una mujer jaredí que lleva un velo negro en la cabeza con relleno en el nacimiento del cabello.
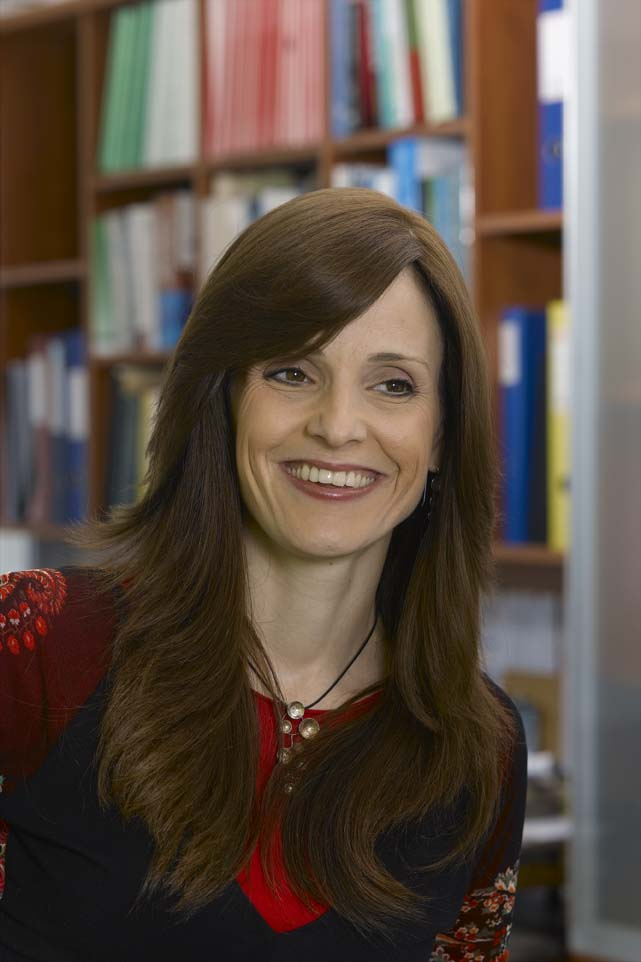
Yonina Eldar, profesora, con un sheitel.